# Harmångersån
Der Harmångersån ist ein Fluss in der schwedischen Provinz Gävleborgs län. Er durchfließt die Gemeinde Nordanstig im nördlichen Hälsingland. 
Der 81 km lange Fluss entwässert ein Areal von 1197,1 km². Der Harmångersån hat seine Quelle an der Grenze zu Västernorrlands län. Im Oberlauf heißt der Fluss auch Framängsån oder Skansån. Er durchfließt die Seen Hasselasjön und Storsjön, passiert den Ort Strömsbruk und mündet in den Bottnischen Meerbusen.
Etwa zehn Kilometer vor seiner Mündung liegt das Kirchdorf Harmånger an seinem südlichen Ufer. Hier kreuzt auch die Europastraße 4 den Fluss.